# Palau de Mari

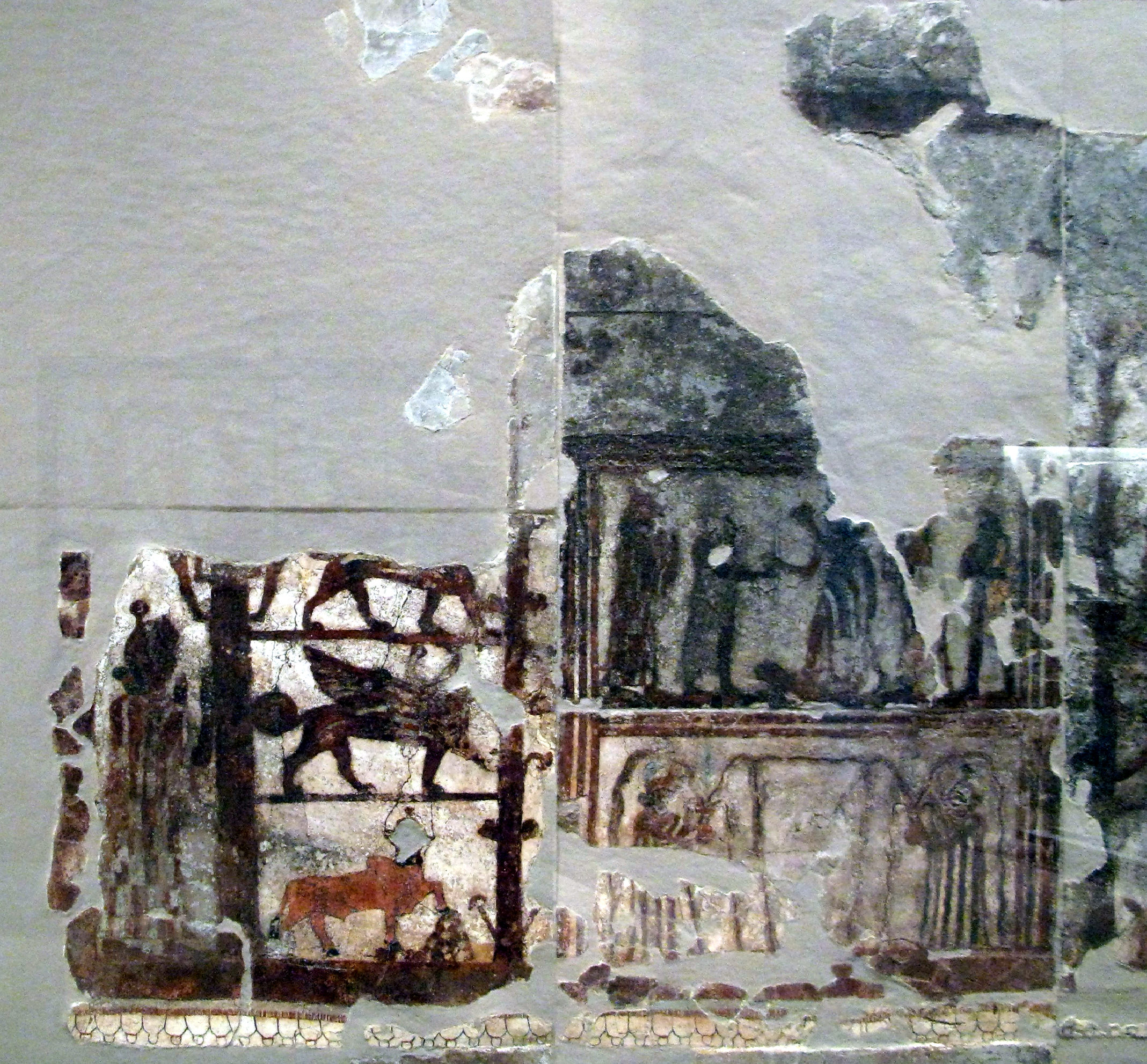
Fresc trobat al palau de Mari

El Palau reial de Mari va ser la residència dels governants de l'antic regne de Mari (Mesopotàmia) a l'actual est de Síria. Aquest palau, i la resta de la ciutat de Mari, va ser excavat a la dècada de 1930 i es considera la troballa més important de Mari.
És un gran palau que ocupa unes 2,5 hectàrees i data del segle xviii aC. S'han trobat restes de més de 260 habitacions i molts passadissos. El palau estava dividit entre un espai privat, un de públic i un de sagrat. S'hi han trobat més de 20.000 tauletes d'argila amb inscripcions, la majoria d'elles daten dels regnats de Yashmakhadad, Shamshi-Adad I i Zimrilim (cap a 1785-1760 aC) que donen molta informació sobre la vida d'aquella època.
S'hi van trobar pintures al fresc i una d'elles il·lustra la investidura del rei Zimrilim per una deessa guerrera que probablement és Ishtar.